# Maison natale des frères Lumière
La maison natale des frères Lumière est l'appartement ou sont nés les frères Lumière en 1862 et 1864 (inventeurs pionniers de l'histoire de la photographie et de l'histoire du cinéma), 1 place Victor-Hugo dans La Boucle de Besançon en Bourgogne-Franche-Comté.

## Historique
Sur la place Victor-Hugo de Besançon sont nés Charles Nodier en 1780 et Victor Hugo en 1802 (maison natale de Victor Hugo). Gustave Courbet y a vécu une partie de sa vie au XIXe siècle. 

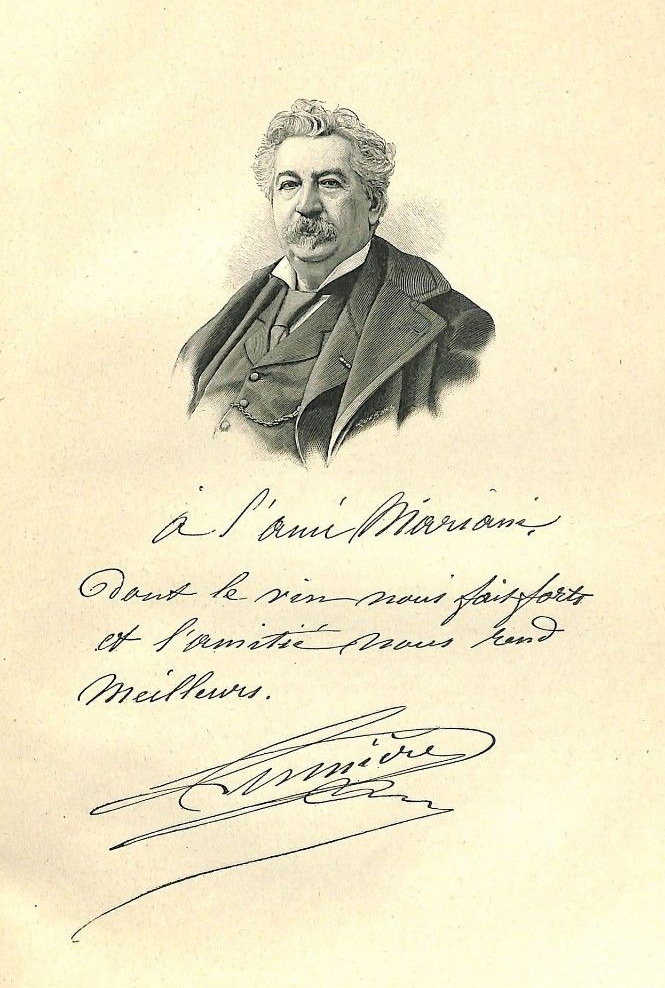
Antoine Lumière
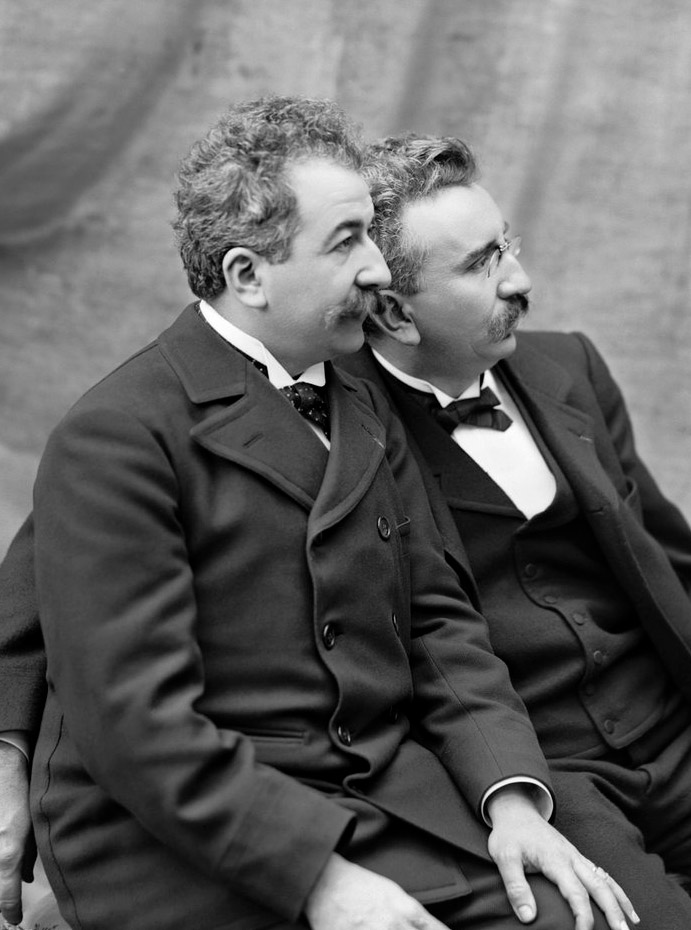
Les frères Auguste et Louis Lumière

Né à Ormoy (Haute-Saône, Franche-Comté), l'industriel, peintre et photographe Antoine Lumière décide, avec son épouse Jeanne Joséphine Costille, de s'installer à son compte à Lyon, puis à Besançon en 1862 au 1 place Saint-Quentin (actuelle place Victor-Hugo depuis 1885). 

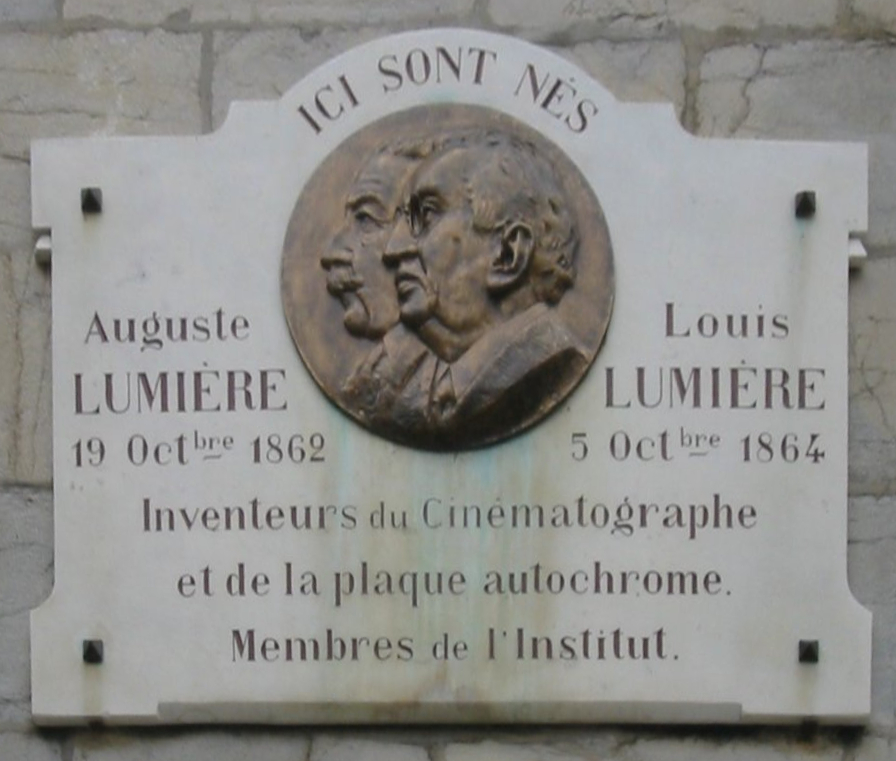
Plaque commémorative

Leurs deux premiers fils Auguste et Louis Lumière y naissent respectivement les 19 octobre 1862 et 5 octobre 1864.
En 1870 Antoine Lumière retourne s'installer à Lyon avec sa famille après la naissance de Jeanne, leur troisième enfant. Ils ont trois autres enfants à Lyon : Juliette en 1873, France en 1883 et Édouard en 1884.